# Church Music
Church Music é o sétimo álbum de David Crowder Band, lançado pela gravadora Sixstepsrecords em 2009.
| Críticas profissionais                                                      | Críticas profissionais |
| Avaliações da crítica                                                       | Avaliações da crítica  |
| Fonte                                                                       | Avaliação              |
| --------------------------------------------------------------------------- | ---------------------- |
| Allmusic                                                                    | [ 3 ]                  |
| Jesus Freak Hideout                                                         | [ 4 ]                  |
| Esta tabela precisa de ser acompanhada por texto em prosa. Consulte o guia. |                        |

## Faixas
1. "Phos Hilaron [Hail Gladdening Light]" - 2:06
2. "Alleluia, Sing" - 4:30
3. "The Nearness" - 3:55
4. "Shadows" - 3:26
5. "Eastern Hymn" - 6:26
6. "SMS (Shine)" - 3:18
7. "The Veil" - 4:19
8. "We Are Loved" - 4:17
9. "All Around Me" (cover de Flyleaf) - 4:37
10. "How He Loves" (cover de John Mark McMillan) - 5:19
11. "Can I Lie Here" - 3:24
12. "Birmingham (We Are Safe)" - 3:38
13. "Church Music - Dance [!]" - 3:52
14. "What A Miracle" - 3:41
15. "Oh, Happiness" - 3:17
16. "God Almighty, None Compares" - 6:51
17. "In The End [O Resplendent Light!]" - 6:53